# ایگون شیویلر
ایگون شیویلر (انگلیسی: Egon Scheiwiller؛ ۱۱ فوریهٔ ۱۹۳۷ - ۴ سپتامبر ۲۰۲۳) دوچرخه‌سوار اهل سوئیس بود.